# Howard Rheingold
Howard Rheingold (Phoenix, Arizona, 7 de juliol de 1947) és un crític, escriptor i professor estatunidenc especialitzat en les implicacions culturals, socials i polítiques dels nous mitjans de comunicació com ara Internet, la telefonia mòbil i les comunitats virtuals (un terme a qui se li atribueix la seva invenció). La seva obra més coneguda és Rheingold, Howard (2002). Smart Mobs: The Next Social Revolution. Es va traduir a l'espanyol com a „Multitudes inteligentes“. La próxima revolución social. Editorial Gedisa.